# Engelbert Kaempfer
Engelbert Kaempfer (ur. 16 września 1651 w Lemgo, w Westfalii, zm. 2 listopada 1716 w Lemgo) – niemiecki podróżnik i lekarz, autor opisów Persji (dziś Iran) i Japonii.
Kształcił się w Gdańsku w zakresie filozofii, historii i języków. Następnie studiował filozofię i medycynę w Toruniu, Krakowie i Królewcu. W 1681 r. zaoferowano mu stanowisko na uniwersytecie w Uppsali, jednak Kaempfer wolał podróżować. 
W 1683 r. uczestniczył w misji handlowej do Rosji i Persji, zorganizowanej na polecenie króla Szwecji, Karola XI. Przez Moskwę, Kazań, drogą wokół Morza Kaspijskiego dotarł w 1684 r. do Isfahanu. Niepowodzenie tej wyprawy i chęć dalszych podróży skłoniły go do zmiany pracodawcy i ponad rok później Kaempfer dołączył w Zatoce Perskiej do floty handlowej, należącej do Holenderskiej Kompanii Wschodnioindyjskiej, dla której pracował przez kilka lat jako chirurg w porcie Ormuz. 
Następnie, poprzez Indie dotarł w 1689 r. do Batawii (obecna Dżakarta) i kolejno do Japonii, gdzie przebywał w latach 1690-1692, jako lekarz załogi holenderskiej faktorii na sztucznej wysepce Dejima w zatoce Nagasaki. W czasie swojego tam pobytu prowadził badania przyrodnicze i zapoznawał się z życiem i ustrojem tego nieznanego Europejczykom kraju. Wyniki jego prac zostały opublikowane w kilku językach po jego śmierci. 
W 1695 r. powrócił do Europy i osiadł w swoim rodzinnym mieście Lemgo. 

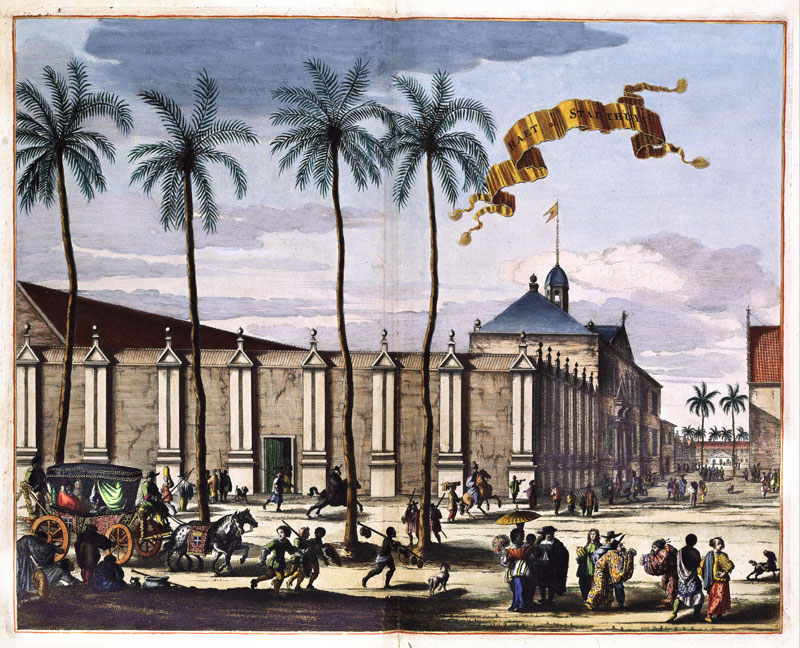
Ratusz w Batawii w 1682 r.

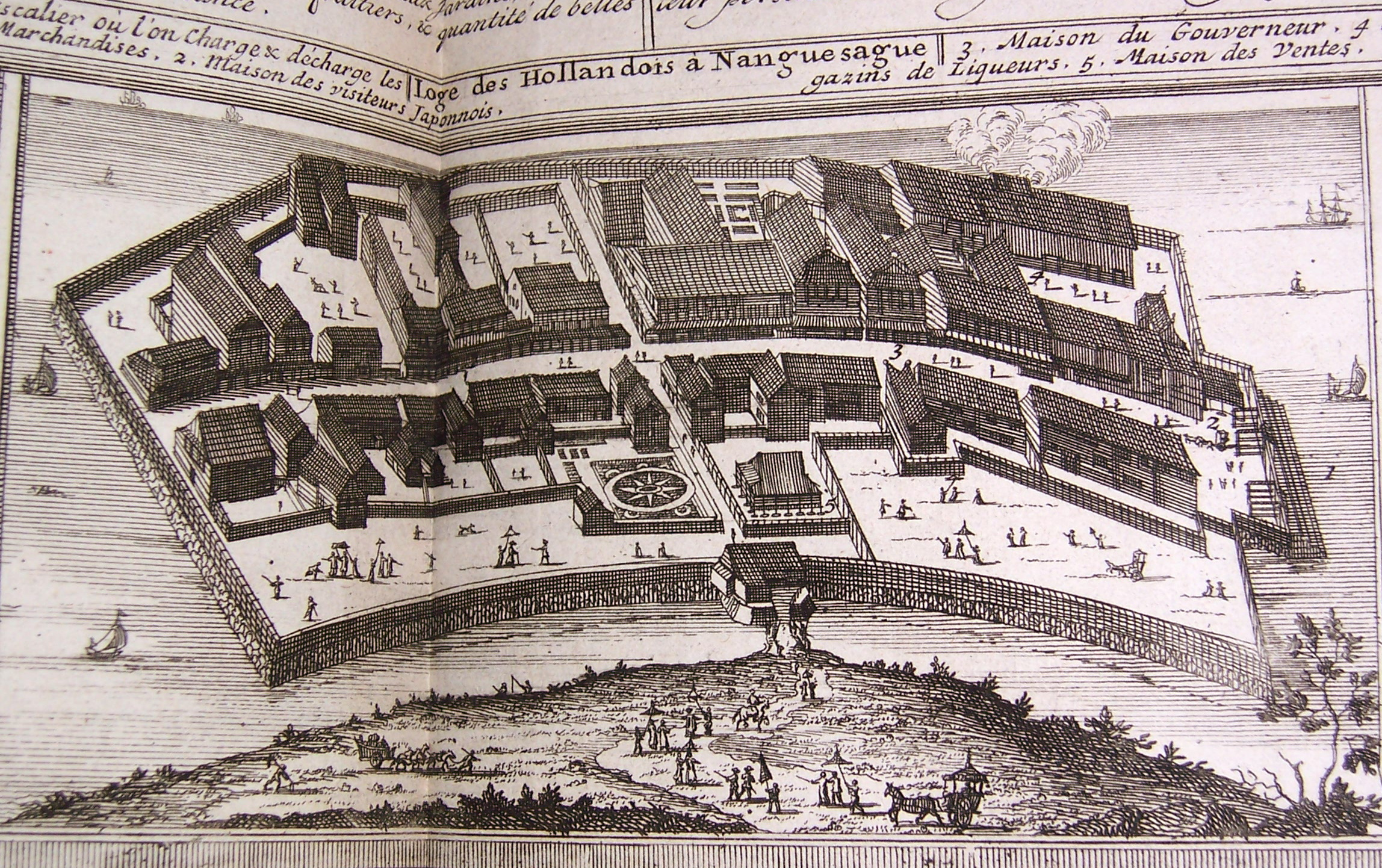
Wyspa Dejima na początku XVIII w.